# Комар Артур Ярославович
Комар Артур Ярославович (нар. 19 жовтня 1995, Івано-Франківськ) — український футболіст, колишній півзахисник франківського «Прикарпаття», виступами за яке насамперед і відомий.
Дебютував за «Прикарпаття» в матчі проти «Реал Фарма» (Одеса) відіграв весь перший тайм і відзначився гольовою передачею  [Архівовано 12 Серпня 2017 у Wayback Machine.].
Дебютний гол за  «Прикарпаття» забив в матчі проти  «Мир» (Горностаївка) на 38 хвилині і відіграв увесь матч  [Архівовано 12 Серпня 2017 у Wayback Machine.].
У жовтні 2017 року отримав важку травму - розрив хрестоподібних зв'язок, після якої намагався відновитися і повернутися на футбольне поле,але в 2019 році завершив кар'єру після двох років реабілітації.